# Joseph Glasco
Joseph Glasco, né le 19 janvier 1925 à Pauls Valley dans l'Oklahoma, et mort le 31 mai 1996 à Galveston au Texas, est un peintre américain d'expressionnisme abstrait et un sculpteur.

## Jeunesse
Joseph Glasco est né le 19 janvier 1925 à Pauls Valley dans l'Oklahoma, mais a grandi au Texas. Ses parents sont Lowell et Pauline Glasco. Il avait trois frères, Grégoire, Gordon Michael, et deux sœurs, Anne Brawley et Marion Glasco (mariée au pétrolier C. Fred Chambers).
Glasco est diplômé de l'Université du Texas à Austin Peu de temps après, il s'enrôle dans l'Armée des États-unis pendant la seconde Guerre Mondiale, et sert lors de la Bataille des Ardennes. Après la guerre, il s'inscrit à l'École d'Art Portsmouth à Bristol en Angleterre. Il étudie également à l'École de Peinture et de Sculpture à San Miguel de Allende au Mexique. Par la suite il intègre la Art students League de New York

## Carrière
Il devient un peintre de renom à New York dans les années 1950 jusqu'aux années 1970. Il a été influencé par ses amitiés avec Jackson Pollock et Alfonso A. Ossorio ainsi que par l'œuvre de Jean Dubuffet et l'art de la théorie de Hans Hofmann. Ses œuvres sont exposés dans de nombreux musées, dont le Metropolitan Museum of Art, le Musée d'Art Moderne, le Musée Solomon R. Guggenheim, le Whitney Museum of American Art à New York, le Hirshhorn Museum de Washington, et le Musée des Beaux-Arts de Houston
Il dote la Fondation de Bienfaisance Joseph Glasco

## Vie personnelle et mort
Glasco est l'amant de l'écrivain William Goyen. Il est décédé le 31 mai 1996 à Galveston, Texas.